# 1255 Жилова
1255 Жилова (1255 Schilowa) — астероїд головного поясу, відкритий 8 липня 1932 року.
Тіссеранів параметр щодо Юпітера — 3,168.